# كلية الطب بجامعة كولورادو
تقع كلية الطب جامعة كولورادو في الحرم الجامعي في أورورا، كولورادو، وهي جزء من الحرم الجامعي لكلية أنسشوتز الطبية، وهي واحدة من الكليات الأربعة الموجودة في جامعة كولورادو. تحتل الكلية الموقع السابق لمركز فيتزيمونس الطبي التاع للجيش، والذي يقع على مسافة ميل مربع من الأرض وثمانية أميال شرق وسط مدينة دنفر عند تقاطع الطريق السريع 225 و جادة كولفاكس.

## تاريخ الكلية
تأسست كلية في عام 1883 في جلمود. انتقلت المدرسة في عام 1924 إلى حرم جديد في شارع التاسع وشارع كولورادو في دنفر. على أرض تبرع بها فريدريك ج. بونفيلز. كما احتوى هذا الحرم الجامعي على مستشفى كولورادو العام الجديد. وبحلول التسعينات، توسعت الكلية بإنشاء مرافق الشيخوخة. وفي عام 1999، أُغلق المركز الطبي لجيش فيتزيمونس في أورورا، وانتقلت كلية الطب إلى الموقع الذي أعيدت تسميته إلى الحرم الجامعي الطبي في أنشوتز لمؤسسة أنشوتز في الفترة ما بين عامي 1999 و 2008. ويجري حاليًا إعادة تطوير حرم الجامعة للمرة التاسعة. كما يحتوي الحرم الجامعي الطبي الجديد في أنشوتز على جامعة كولورادو على كلية طب الأسنان، وكلية كولورادو للتمريض، وكلية الصيدلة بجامعة كولورادو، وكلية كولورادو للصحة العامة، وكذلك جامعة كولورادو، لبرامج الدراسات العليا. انتنقلت مستشفى جامعة كولورادو ومستشفى الأطفال كولورادو إلى الحرم الجامعي، ومن المتوقع أن يفتتح مركز دنفر الطبي في أغسطس / آب 2018.

## الإنجازات
تتمتع الكلية والمرفقات التابعة لها بسجل متميز من الإنجازات الطبية والبحثية.يعتبر مركز جامعة كولورادو للسرطان مركز شامل للسرطان تحت إشراف المعهد الوطني للسرطان ويحتل المرتبة 15 في البلاد وفقًا ليو إس نيوز آند وورد ريبورت؛ وبشكل عام، يتم تصنيف مستشفى جامعة كولورادو كواحدة من أفضل 15 مستشفى في البلاد. يتم ترتيب مستشفى الأطفال كولورادو بشكل روتيني ضمن أعلى 10 مستشفيات في البلاد وفقًا ليو إس نيوز آند وورد ريبورت أيضًا. تتلقى المدرسة حوالي 500 مليون دولار في جوائز البحث سنويًا، وتحتل المرتبة الثامنة بين كليات الطب العام في تمويل المعاهد الوطنية للصحة. وتشمل الإنجازات الرئيسية تطوير المعايير الدولية لتصنيف وترقيم الكروموسومات البشرية من قبل ثيودور باك، وأول عملية ناجحة لزرع الكبد البشري على يد توماس ستارزل، ووصف أول حالة لمتلازمة الصدمة التسممية، ووصف أول حالة من متلازمة الضائقة التنفسية الحادة، واكتشاف مستقبل خلية تي.

## الانتماءات
تشمل المرفقات الرئيسية في كلية الطب جامعة كولورادو، مستشفى الأطفال بكولورادو، ومركز دنفر الصحي، ومركز دنفر فا الطبي. ومن المتوقع عندما يفتح المركز الطبي الجديد دنفر فا بتكلفة 1.7 مليار دولار في عام 2018، وستكون جميع هذه المؤسسات باستثناء مركز دنفر للصحة في الحرم الجامعي بجوار مركز أنشوتز الطبي. تشمل المرفقات الطبية الهامة الأخرى مركز الصحة اليهودية الوطني، ومستشفى القديس جوسف، ومركز أمراض الشيخوخة في سانت لوك.

## الطلاب
وقد قبلت المدرسة الرجال والنساء على قدم المساواة منذ تأسيسها. تلقت المدرسة حوالي 7500 طلب للحصول على درجة البكالريوس للعام الدراسي 2017-18. يتم قبول 184 طالبًا كل عام، بما في ذلك 24 تم إلحاقهم بفرع كولورادو سبرينغز الجديد. يوجد أيضًا بالكلية برنامج تدريب العلماء الطبي. كما تعمل الكلية على تخريج أخصائيين االعلاج الطبيعي، ومساعدين الأطباء، وبرامج طبية أخرى يسجل بها عدة مئات من الطلاب الآخرين سنويًا.